# Cylapinus
Cylapinus is een geslacht van wantsen uit de familie van de Miridae (Blindwantsen). Het geslacht werd voor het eerst wetenschappelijk beschreven door Carvalho in 1986.

## Soorten
Het genus bevat de volgende soorten:

- Cylapinus minusculus Carvalho, 1986
- Cylapinus yasunagai Wolski, 2021